# Iglesia de los Santos Pedro y Pablo (Malinas)
La Iglesia de los Santos Pedro y Pablo (en holandés Sint Pieter-en-Pauluskerk), es una iglesia católica de estilo barroco ubicado en Malinas, Bélgica. Construida a finales del siglo  XVII por los jesuitas, y consagrada a San Francisco Javier, se convirtió en iglesia parroquial en 1778 bajo el patrocinio de los santos Pedro (apóstol) y Pablo (de Tarso).

## Historia
Preparándose para la división de la provincia belga en dos, Olivier Mannaerts, provincial de los jesuitas, abrió un segundo noviciado en Malinas (1611), siendo el primero en Tournai. El archiduque Alberto había donado el Palacio de Keizers, que una vez estuvo habitado por Carlos V, Felipe II y María de Hungría. Con la compra de un edificio vecino, también se abrió allí una universidad. San Juan Berchmans será alumno del colegio y hará su noviciado en Malinas a partir de 1616.
A medida que la ciudad de Malinas crecía en importancia como capital de los Países Bajos del Sur, los jesuitas desarrollaron allí sus actividades apostólicas construyendo allí una iglesia. El arquitecto fue el hermano jesuita Antoine Losson y las obras comenzaron en 1670. La iglesia, de estilo barroco, fue consagrada por primera vez y abierta al culto en 1677; poniéndose bajo la protección de San Francisco Javier. Sin embargo, la obra no se completó hasta 1694, lo que le valió una segunda consagración.
Unos años después de la supresión de la Compañía de Jesús (1773), la iglesia pasó a manos de la parroquia de Santos Pedro y Pablo, (sucediendo a la decrépita iglesia parroquial de Saint Pierre) que se encontraba al otro lado de la plaza.
En 1789 fue utilizada durante algún tiempo como Templo de la Razón, pero fue devuelta al culto católico tras el concordato napoleónico de 1802.

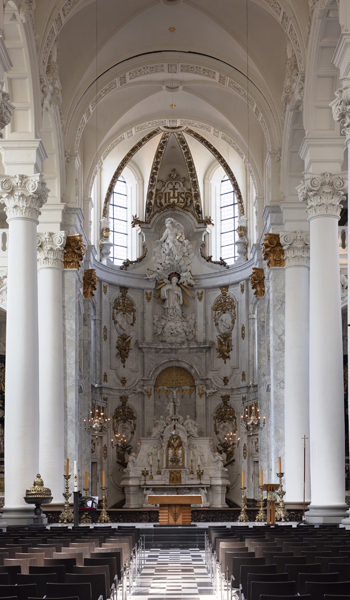
Interior
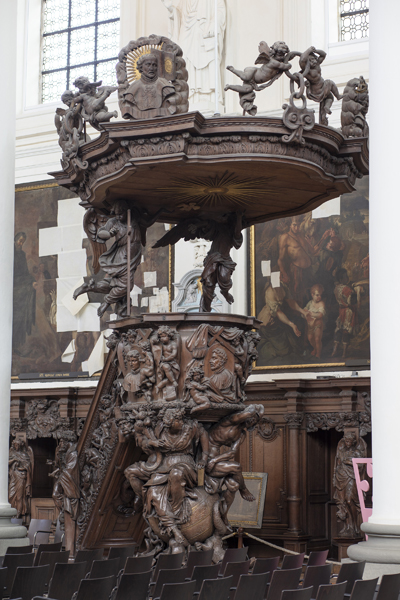
Púlpito
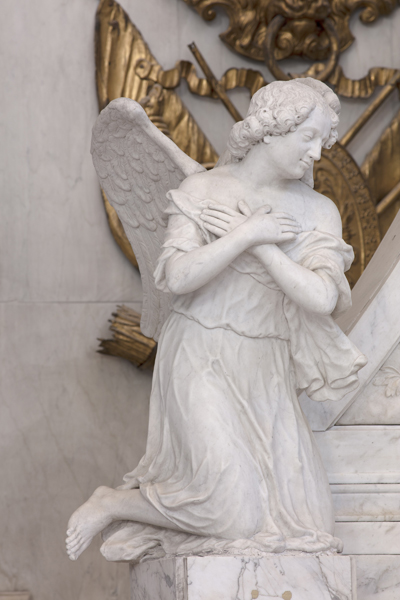
Ángel
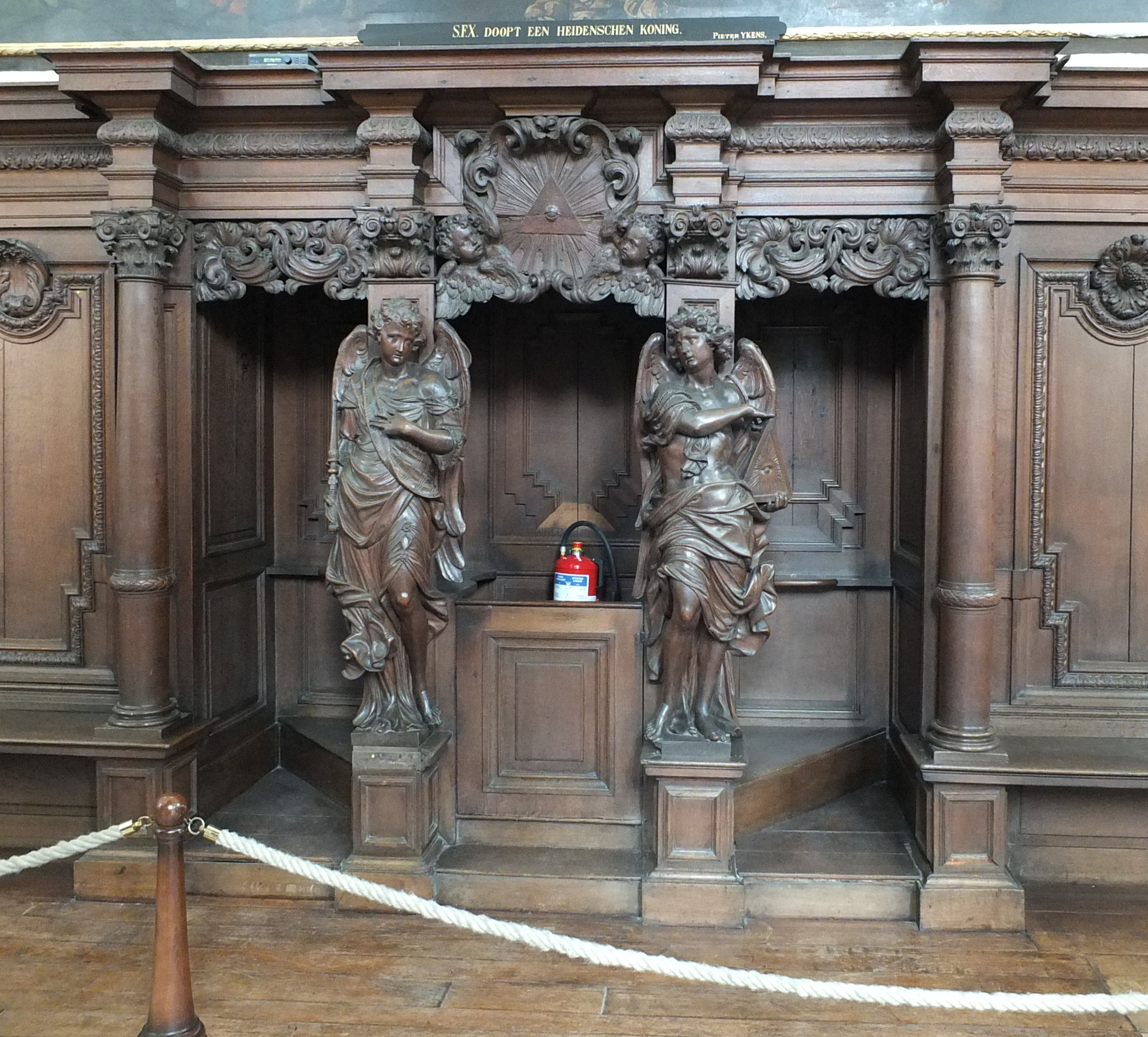
Confesionarios